# آیش‌شتگن
آیشستگن (به آلمانی: Eichstegen) یک شهر در آلمان است که در رافنسبورگ واقع شده‌است. آیشستگن ۵۲۴ نفر جمعیت دارد.